# Universidad de Pensilvania

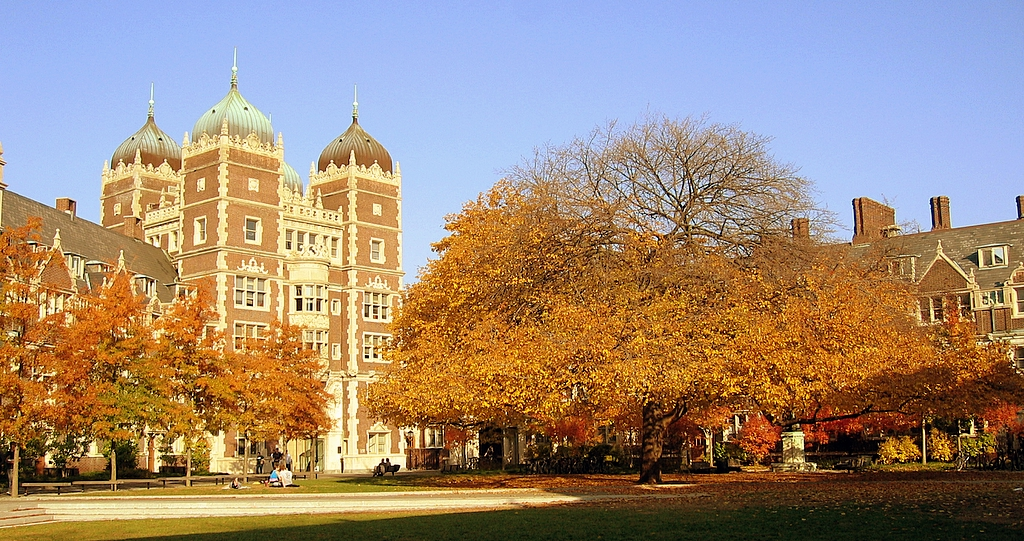
Imagen del campus.

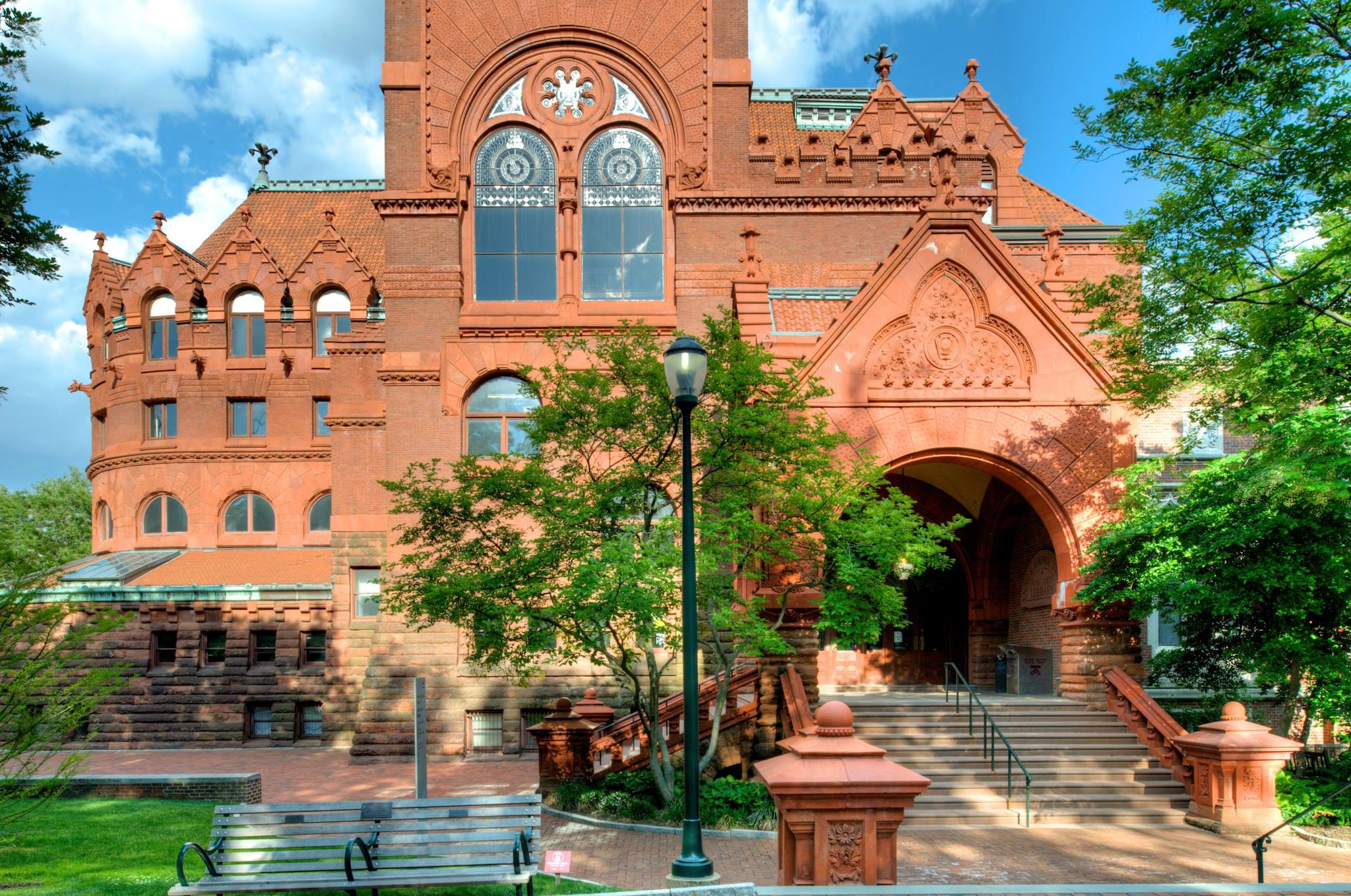
Biblioteca Fisher de Bellas Artes.

La Universidad de Pensilvania (en inglés: University of Pennsylvania), conocida también como Penn o UPenn es una universidad privada ubicada en Filadelfia, Pensilvania. Fundada en 1740 por Benjamin Franklin, Penn es una de las ocho instituciones pertenecientes a la Ivy League y es una de las universidades más prestigiosas del mundo.
Penn tiene una producción científica muy alta y lidera en las disciplinas de negocios, derecho, medicina, educación, artes, humanidades, ciencias sociales, negocios, arquitectura e ingeniería. Entre sus escuelas y facultades se encuentran la Wharton Business School y la Escuela de Medicina Perelman, la facultad de medicina más antigua de los Estados Unidos. La universidad cuenta con unos 4500 profesores, casi 10 000 estudiantes de pregrado, más de 10 000 estudiantes de posgrado.
Entre sus exalumnos se cuentan: catorce jefes de Estado (de los cuales dos han sido presidentes de Estados Unidos, veinticinco milmillonarios, tres jueces del Tribunal Supremo de los Estados Unidos, treinta y tres senadores estadounidenses, cuarenta y dos gobernadores de varios estados de Estados Unidos, 158 miembros de la Cámara de Representantes de los Estados Unidos, ocho firmantes de la Declaración de Independencia de los Estados Unidos y doce firmantes de la Constitución de Estados Unidos.
Para octubre de 2019, 36 Ganadores de Premios Nobel, 169 receptores de la beca Guggenheim, ochenta miembros de la Academia Estadounidense de las Artes y las Ciencias, y varios CEOs de compañías Fortune 500 han estado afiliados con la universidad.

## Historia

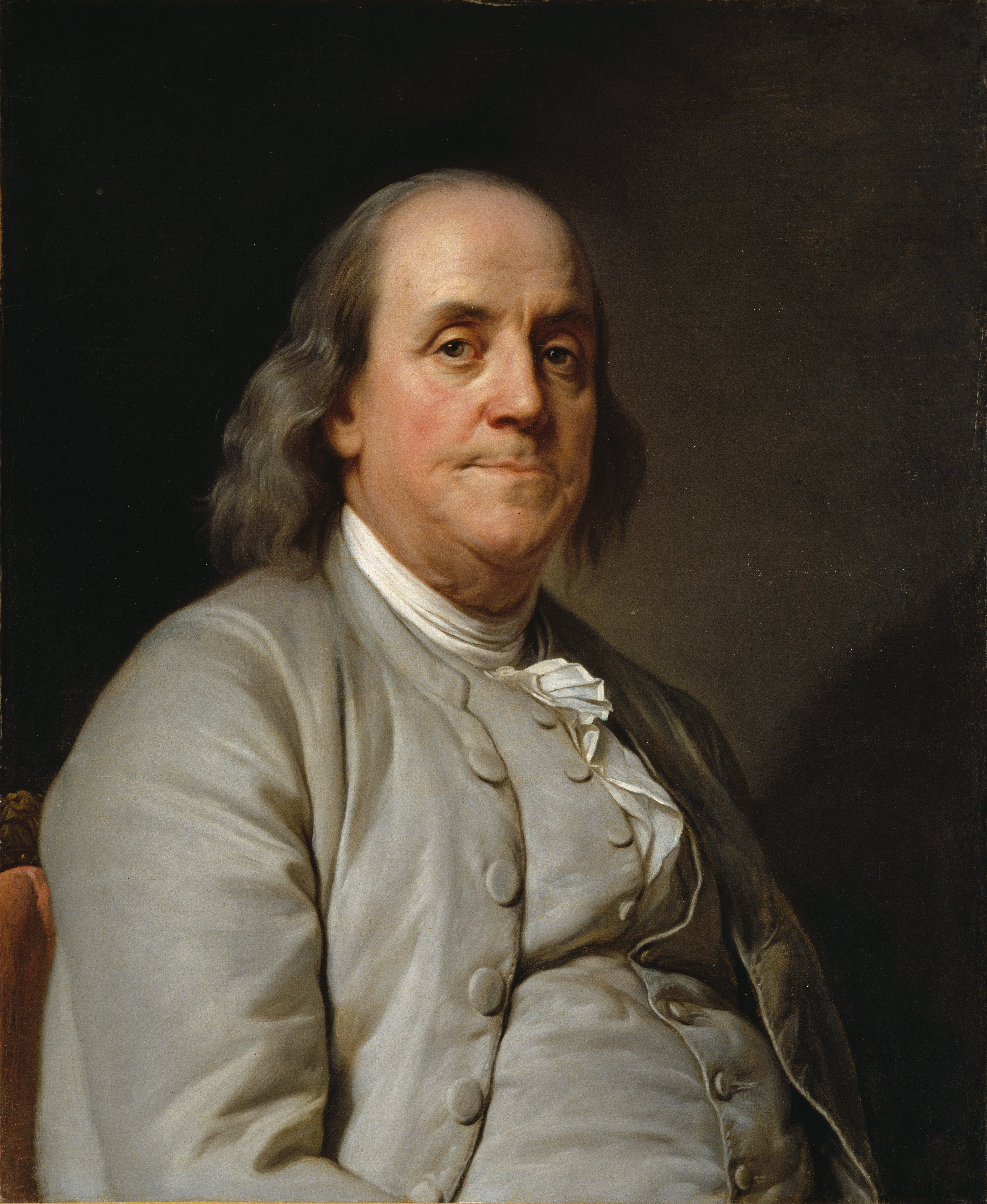
Benjamin Franklin, fundador de la Universidad de Pensilvania, fue el principal fundador, benefactor y presidente del consejo de administración de la Academia y Colegio de Filadelfia, que se fusionó con la Universidad del Estado de Pensilvania para formar la Universidad de Pensilvania en 1791.

Su nombre original fue Iglesia y Escuela Caritativa de Filadelfia (Church and Charity School of Philadelphia). Por ser la primera institución estadounidense en tener más de una facultad, y por haber sido la primera en obtener reconocimiento oficial como universidad, es considerada técnicamente la primera universidad de los Estados Unidos.
En 1740, un grupo de Philadelphians se organizó para erigir una gran sala de predicación para George Whitefield, un evangelista itinerante que recorrió las colonias americanas dando sermones al aire libre.  El edificio fue diseñado y construido por Edmund Woolley y fue el edificio más grande de Filadelfia de la época, atrayendo a miles de personas la primera vez en la que se predicó.: 26  En un principio se pretendía que la sala de predicación sirviera también como escuela de caridad, pero la falta de fondos obligó a suspender los planes para la capilla y la escuela.
Según la autobiografía de Franklin, fue en 1743 cuando tuvo por primera vez la idea de establecer una academia, «pensando que el reverendo Richard Peters era una persona adecuada para supervisar tal institución». Sin embargo, Peters declinó una consulta casual de Franklin, aunque Peters fue uno de los fideicomisarios fundadores de Penn [1749 a 1776], presidente de la junta de fideicomisarios [1756 a 1764] y tesorero de la junta de fideicomisarios [1769 a 1770].
Franklin no hizo nada más durante otros seis años, cuando volvió a ponerse en contacto no sólo con Peters, sino con muchos otros.: 30  Por lo tanto, en el otoño de 1749, Franklin hizo circular un panfleto titulado «Proposals Relating to the Education of Youth in Pensilvania», su visión de lo que él llamó una «Academia Pública de Filadelfia», en el que abogaba por establecer una institución que proporcionara educación superior a sus ciudadanos.
La propuesta de 1749 se consideró innovadora en su momento, y Franklin organizó 24 fideicomisarios para ayudar a dirigir la institución que imaginaba. El grupo adquirió un edificio inactivo después de que sus propietarios pidieran al grupo de Franklin que asumiera sus deudas y, en consecuencia, sus fideicomisos inactivos. El 1 de febrero de 1750, un nuevo consejo de administración se hizo cargo del edificio y de los fideicomisos del antiguo consejo. El 13 de agosto de 1751, la Academia de Filadelfia, que utilizaba el gran salón de la calle 4 y Arch Streets, se estableció y comenzó a recibir a sus primeros estudiantes de secundaria. Una escuela de caridad también fue fundada el 13 de julio de 1753,: 12  por las intenciones de los donantes originales, aunque sólo duró unos pocos años. El 16 de junio de 1755, el College de Filadelfia fue fundada, allanando el camino para la adición de la instrucción de pregrado.: 13  Las tres escuelas compartían el mismo consejo de administración y se consideraban parte de la misma institución.Los primeros ejercicios de graduación se celebraron el 17 de mayo de 1757.: 14 
La Universidad de Pensilvania se considera a sí misma la cuarta institución de educación superior más antigua de Estados Unidos, aunque esta afirmación se la disputan las universidades de Princeton y Columbia. Penn es la cuarta más antigua según las fechas de fundación de cada institución. El College de Filadelfia, que se convirtió en Penn, College of New Jersey, que se convirtió en Princeton University, y King's College, que más tarde se convirtió en Columbia College y, finalmente, en Columbia University, se fundaron con pocos años de diferencia. Tras designar inicialmente 1750 como su fecha de fundación, Penn consideró posteriormente 1749 como su fecha de fundación durante más de un siglo, y los antiguos alumnos de Penn celebraron un centenario en 1849. En 1895, varias universidades de élite de Estados Unidos se reunieron en Nueva York bajo el nombre de Comisión Interuniversitaria por invitación de John J. McCook, oficial del Ejército de la Unión durante la guerra civil estadounidense y miembro del consejo de administración de Princeton, que presidía su Comité de Vestimenta Académica. El objetivo principal de la conferencia era estandarizar la indumentaria académica estadounidense, lo que se consiguió mediante la adopción del Intercollegiate Code on Academic Costume. Este protocolo formalizado incluía una disposición que establecía procesiones académicas y colocaba a los dignatarios visitantes y otros funcionarios en el orden de las fechas de fundación de sus instituciones. Al año siguiente, la revista Penn's The Alumni Register, publicada por la Sociedad General de Antiguos Alumnos, inició una campaña para revisar retroactivamente la fecha de fundación de la universidad a 1740, para ser más antigua que Princeton, que había sido fundada en 1746. Tres años más tarde, en 1899, el consejo de administración de la universidad accedió a esta iniciativa de los antiguos alumnos y cambió oficialmente su fecha de fundación de 1749 a 1740, modificando su rango en las procesiones académicas y ofreciendo los derechos de fanfarronería informales asociados con la jerarquía basada en la edad en el mundo académico. Princeton cuestiona implícitamente este razonamiento, Para complicar aún más la comparación, un ministro de Escocia formado en la Universidad de Edimburgo y educado presbiteriano, William Tennent, y su hijo Gilbert Tennent operaron un Log College en el condado de Bucks, desde 1726 hasta 1746; algunos han sugerido una conexión entre él y Princeton porque cinco miembros de la primera Junta de Síndicos de Princeton estaban afiliados a él, incluyendo a Gilbert Tennent, William Tennent, Jr. , y Samuel Finley, este último posteriormente presidente de Princeton. Los 12 miembros de la primera Junta de Síndicos de Princeton eran líderes del ala New Side o New Light de la Iglesia Presbiteriana en las áreas de Nueva Jersey, Nueva York y Pensilvania. Esta relación de antecedentes, cuando se considera un linaje formal con continuidad institucional, justificaría situar la fecha de fundación de Princeton en 1726, lo que la haría anterior a la fundación de Penn en 1740. Sin embargo, Princeton no ha afirmado esto, y un historiador de Princeton dice que «los hechos no justifican» tal interpretación. Columbia también cuestiona implícitamente el uso de Penn de 1750, 1749 o 1740 como fecha de fundación, ya que afirma ser la quinta institución de enseñanza superior más antigua de Estados Unidos después de Harvard, William & Mary, Yale, y Princeton basándose en su fecha de fundación de 1754 y la de Penn de 1755.  Las historias académicas de la educación superior estadounidense suelen enumerar a Penn de forma variada como la quinta o sexta institución de educación superior más antigua del país después de Princeton e inmediatamente antes o después de Columbia. 

## Admisiones y rankings
Penn es considerada extremadamente selectiva en las admisiones de cada una de sus facultades, aceptando al 5.6 % del total de sus postulantes de pregrado. Actualmente, está posicionada como la quinta mejor universidad de pregrado de los Estados Unidos, siendo solo superada por la Universidad Harvard, la Universidad de Princeton, y la Universidad Yale, y empatada con la Universidad de Chicago, el MIT y la Universidad Stanford, según el influyente U.S. News and World Report. A nivel internacional está posicionada entre las 15 mejores universidades del mundo.
Por otra parte, la escuela de negocios Wharton ocupa tercera plaza en el ranking de MBAs del US News por detrás de Harvard Business School y Stanford Graduate School of Business. En el ranking de Business Week, ocupa la tercera plaza por detrás de la University of Chicago Booth School of Business y de Harvard Business School, mientras que en ranking Forbes, Wharton ocupa la cuarta plaza por detrás de Harvard, Stanford y Chicago Booth. En los rankings europeos, Wharton ocupa la tercera plaza en el ranking del periódico británico Financial Times, y la 15 en el de The Economist.
La Universidad de Pensilvania destaca también en otras áreas. El programa de psicología clínica ocupa el sexto lugar en los Estados Unidos según U.S. News and World Report, y el primer lugar según el ranking de Social Psychology Network. Mientras que la facultad de derecho es la séptima mejor del país según U.S. News and World Report.

## Áreas Académicas

### Escuela de Negocios Wharton de Penn
Wharton fue fundada en 1881 como la primera escuela de negocios universitaria en los Estados Unidos.  Esta facultad de negocios tiene aproximadamente 2320 estudiantes, 1671 MBA y estudiantes doctorales, y una red de más de 80 000 exalumnos en 139 países alrededor del mundo. Su programa de pregrado en negocios ocupa el primer lugar en el ranking universitario de Estados Unidos.

### Escuela Perelman de Medicina
Fundada en 1765, la facultad de medicina de la Universidad de Pensilvania, también conocida como Penn Med, está entre las tres mejores escuelas del país junto con la Universidad Johns Hopkins y la Universidad Harvard. Entre sus exalumnos notables se cuentan los ganadores de premios Nobel de Medicina Michael Stuart Brown y Stanley Prusiner.

### Estudios Hispánicos y Latinos
Penn creó en 1892 el primer Departamento de Lenguas romances de los EE. UU., y desde entonces la Universidad de Pensilvania ha sido  uno de los centros más importantes del hispanismo mundial. Entre los alumnos más distinguidos del programa de español de Penn sobresale el poeta Ezra Pound. El programa de español fue creado por el hispanista alemán Hugo Rennert, reconocido especialista en Lope de Vega, quien adquirió a lo largo de los años una importantísima colección de comedias del siglo de oro español, que hoy puede consultarse en la Van Pelt Library de la universidad. En Penn se encuentra también el  archivo sobre la Inquisición española de Henry Charles Lea. 
El departamento de español de Penn publica la Hispanic Review, la revista decana del hispanismo estadounidense, creada en 1933, y que desde su fundación ha sido uno de los referentes más importantes del hispanismo mundial.  Entre los distinguidos profesores y catedráticos que han enseñado español en Penn cabe destacar a Arnold G. Reichenberger y Otis H. Green, ambos especialistas del Siglo de Oro español; el filólogo Paul Lloyd; Miguel Romera Navarro, reconocido especialista en Gracián y Cervantes; Russell P. Sebold, una eminencia en el estudio de la Ilustración y el Romanticismo españoles; Gonzalo Sobejano y Germán Gullón, ambos distinguidos profesores y críticos especializados en la literatura de los siglos XIX y XX; Samuel Armistead, folclorista y medievalista de renombre universal; José Miguel Oviedo, autor y crítico literario peruano; el profesor cubano Román de la Campa, especialista en teoría crítica y en literatura latinoamericana; y Jorge Salessi un pionero de los estudios sobre sexualidad y género en Latinoamérica. En la actualidad dirige el departamento Ignacio Javier López, un catedrático español especializado en la cultura de los siglos XIX y XX.[cita requerida]
Adicionalmente la universidad ofrece un programa de estudios Latinos y Latinoamericanos, y cuenta con uno de los pocos programas de Quechua universitarios en EE. UU.

### Arqueología
La Universidad cuenta con un importante museo de arqueología y antropología, famoso por sus colecciones de América precolombina y arte prehistórico americano. Entre los conservadores reconocidos de este museo se encuentra el fallecido William R. Coe, mayista, quien condujo las excavaciones en el yacimiento arqueológico de Tikal, durante la década de 1960.

## Deportes
La Universidad de Pensilvania participa en las competiciones de la NCAA, y a sus atletas se les denomina Quakers.